# Ronald Florijn
Ronald Florijn (Leida, 21 aprile 1961) è un ex canottiere olandese.

## Palmarès

### Olimpiadi
- 2 medaglie:
  - 2 ori (Seul 1988 nel due di coppia; Atlanta 1996 nell'otto)

### Mondiali
- 5 medaglie:
  - 3 argenti (Lake Bled 1989 nel due di coppia; Tampere 1994 nell'otto; Indianapolis 1995 nell'otto)
  - 2 bronzi (Karapiro 1978 nel due di coppia; Vienna 1991 nel quattro di coppia)